# Lyrics (Zeitschrift)
Lyrics (Eigenschreibweise: LYRICS) ist ein Schweizer Hip-Hop-Magazin. Es wurde im Dezember 2014 von Elia Binelli und Severin Gamper im Rahmen ihrer Maturaarbeit beziehungsweise Vertiefungsarbeit gegründet. Anschliessend wurde das Printmagazin viermal jährlich publiziert und war im Schweizer Kiosk-Handel erhältlich. Im Herbst 2019 wurde der Druck des Magazins eingestellt. Die journalistischen Tätigkeiten werden seither online weitergeführt.

## Übersicht
Das Magazin berichtet über die aktuellen Geschehnisse in der Hip-Hop-Szene der Schweiz. Im Printmagazin sind ausführliche Artikel über Künstler, Album-Reviews, Konzertreportagen und vieles mehr zu lesen.
Das Magazin hat neben dem Printmagazin bei YouTube den Kanal Lyrics TV, auf dem Interviews und Game-Contents veröffentlicht werden. Auf Social Media und der eigenen Website werden täglich Artikel verfasst und veröffentlicht. Mit dem Lyrics-Festival sind die Macher des Magazins auch im Eventbereich tätig.

## Ausgabenverlauf
- #000 – Mimiks (Dezember 2014)
- #001 – Chlyklass (Juni 2015)
- #002 – Xen (Oktober 2015)
- #003 – Knackeboul (Dezember 2015)
- #004 – Manillio (April 2016)
- #005 – S.O.S. (Juni 2016)
- #006 – Möchtegang (September 2016)
- #007 – State of the Art (Dezember 2016)
- #008 – Mimiks (März 2017)
- #009 – Superwak Clique (Juni 2017)
- #010 – Ali (September 2017)
- #011 – Stereo Luchs (Dezember 2017)
- #012 – OZ (März 2018)
- #013 – DezTommyCbn (Juni 2018)
- #014 – The Next Generation mit COBEE, Jamal, L Loko und Drini (September 2018)
- #015 – Sonderausgabe: Hat Rap ein Problem? (Dezember 2018)
- #016 – Nativ und Buds Penseur (März 2019)
- #017 – Rap Industry (Juli 2019; Letzte Printausgabe)

## Lyrics-Awards
Im Januar 2016 wurden die ersten Lyrics-Awards ins Leben gerufen, bei denen die angeblich besten Schweizer Hip-Hop-Künstler für ihr Schaffen ausgezeichnet wurden. Die Lyrics-Awards stellen den einzigen Preis für Hip-Hop-Künstler in der Schweiz dar.